# Magická posedlost
Magická posedlost (v anglickém originále Practical Magic) je americká filmová komedie z roku 1998. Režisérem filmu je Griffin Dunne. Hlavní role ve filmu ztvárnili Sandra Bullock, Nicole Kidman, Goran Visnjic, Stockard Channing a Dianne Wiest.

## Obsazení
| Sandra Bullock     | Sally Owens   |
| Nicole Kidman      | Gillian Owens |
| Goran Visnjic      | James Angelov |
| Stockard Channing  | Frances Owens |
| Dianne Wiest       | Bridget Owens |
| Camilla Belle      | mladá Sally   |
| Lora Anne Criswell | mladá Gillian |
| Aidan Quinn        | Gary Hallet   |
| Evan Rachel Wood   | Kylie Owens   |
| Chloe Webb         | Carla         |